# 오스만령 트리폴리타니아

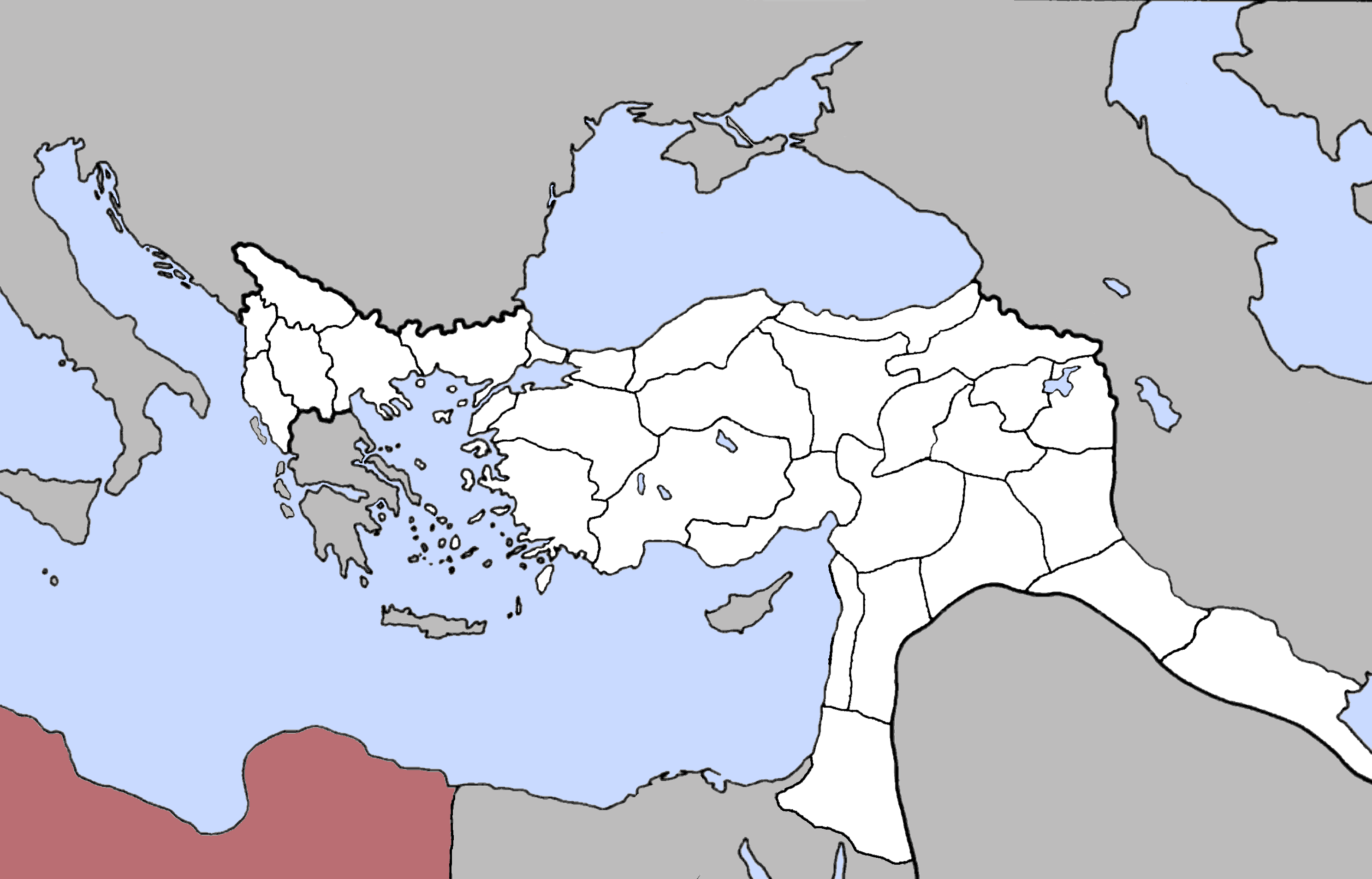
1900년 무렵 트리폴리타니아 빌라예트

오스만령 트리폴리타니아는 오늘날 리비아를 구성하고 있는 해안가 지역으로 1551년에서 1911년까지 오스만 제국이 다스렸다. 이 지역을 통치한 때 명칭은 1551년부터 1864년까지는 트리폴리타니아 에야레트(오스만 튀르크어: ایالت طرابلس غرب Eyālet-i Trâblus Gârb)였으며, 1864년부터 1911년까지는 트리폴리타니아 빌라예트(오스만 튀르크어: ولايت طرابلس غرب Vilâyet-i Trâblus Gârb)였다. 또한 트리폴리 왕국으로도 알려져 있는데, 비록 왕국으로서 지배받지는 않았지만 파샤 (총독)의 지배를 받았으며 1711년부터 1835년까지 카라만리 가문의 지배자들이 오스만 제국의 임명제임에도 불구하고 혈연을 통해 계속해서 지배했다.
트리폴리타니아의 중심지역을 제외하고서도 바르카 또한 트리폴리 왕국의 일부로 여겨졌는데, 왜냐하면 트리폴리의 파샤들에 의해서 '실질적인 지배'를 받는 상태였기 때문이었다. 이러한 수세기간의 터키민족의 지배로 인해 콜로리스족(Kouloughlis)라는 터키인들의 존재가 나타났다.

## 역사

### 오스만의 정복
16세기경 리비아 연안에 아랍 칼리프의 세력이 약해지자 여러 항구는 해적들이 등장했다. 혼란을 틈타 스페인은 1510년 트리폴리를 점령했으나 식민지 통치를 하기보다는 그들에게 필요했던 항구 및 속령으로서 관리만 시행했다. 1538년 트리폴리는 해적왕이라고 불리던 하이레딘 레이스가 점령했다. 그리고 그는 이 일대를 바르바리에서 유래한 바르바리 연안이라고 불렀다. 이런 상황에서 해적들은 지중해와 북대서양에서 상선을 습격해 탈취한 상품과 아프리카 노예들을 유럽이나 미국 상인에게 팔았다. 1551년 오스만 제국은 트리폴리를 점령하고 보니, 해적들을 소탕하기 보다는 해적 노획물을 거래하는 것이 유익하다고 느끼고 해적을 종전대로 방치했다. 이런 해적들의 세상은 2세기가 넘도록 계속됐다. 오스만 치하에서는 마그레브 지역을 알제리, 트리폴리, 튀니스 등 3개의 엘랴트로 나누었다. 1565년 이후부터 행정당국의 최고책임자 파샤는 콘스탄티노플 주재 황제가 임명했다. 황제는 파샤에게 예니체리 군단을 내주었다. 이 군단은 몇 개의 소 부대로 나누어 초급장교가 지휘했다. 이 부대는 오스만령 트리폴리타니아에서 가장 유력한 세력이었다.

### 카라만리 왕조와 베르베르 전쟁
1801년 5월 유스프 카라만리(Yusuf Karamanli)는 1796년 이래 미국 상선을 해적으로부터 보호해주는 대가로 받던 금액의 인상을 요구했다. 그러나 미국은 이를 거절하고 해군을 파견해 트리폴리를 봉쇄했고, 이로 인한 제1차 바르바리 전쟁이 1805년 3월까지 이어졌다. 1815년에는 제2차 바르바리 전쟁이 일어났다. 오스만의 섭정을 받던 트리폴리, 튀니스, 알제 등 3지역을 통틀어 바르바리 국가라고 했다. 미국과 바르바리 간의 국제분쟁은 영국과 네덜란드의 중재로 1815년에 종식됐다. 그 후 미국은 상선보호금을 지불하지 않았으며, 유럽은 막강한 선박을 건조하여 해적을 섬멸했다.

### 오스만의 재정복
1814년 쇠퇴 하고 있는 오스만 제국의 황제 마흐무트 2세는 바르바리 국의 직접적인 권한을 거듭 주장하는 혼란을 잘 이용했다. 이 권한의 이양은 오스만 제국이 붕괴될 때까지 유지됐다. 오스만 권력이 분산됨에 따라 트리폴리는 물론 이집트는 사실상 독립을 한 상태이고, 사하라 사막과 지중해 연안은 무정부상태였다. 그 후 오스만이 권한을 찾아 직접 통치하는데도 무정부 상태는 지속됐다. 오스만 제국은 75년간 33명의 총독을 보냈고, 리비아가 자치권을 가지고 있더라도 제국의 일부로 남아 있었다.

### 이탈리아-투르크 전쟁
1911년 이탈리아가 침공하여 이탈리아-투르크 전쟁이 일어나면서 멸망하게 된다.

## 같이 보기
- 트리폴리의 파샤
- 투르구트 레이스